# Saint-Christophe (Ródano)
Saint-Christophe era una comuna francesa situada en el departamento del Ródano, en la región de Auvernia-Ródano-Alpes, que el 1 de enero de 2019 pasó a ser una comuna delegada de la comuna nueva de Deux-Grosnes.
Tiene una población estimada, a inicios de 2020, de 228 habitantes.

## Demografía
| 372 | 359 | 283 | 230 | 218 | 233 | 228 |
| Para los censos de 1962 a 1999 la población legal corresponde a la población sin duplicidades (Fuente: INSEE [Consultar]) |     |     |     |     |     |     |